# The De-Tour
The De-Tour o también denominado Summer De-Tour es la segunda gira de conciertos de la cantante y actriz estadounidense Sabrina Carpenter. La gira dio inicio el 6 de julio de 2017 en Vancouver y finalizará el 26 de agosto en Timonium. Esta gira se tendrá lugar en Norteamérica durante todo el verano con un total de 34 conciertos confirmados por todo el continente americano.

## Anuncio de la gira
El 25 de abril de 2017, Carpenter publicó un vídeo en sus respectivas redes sociales donde simplemente anunciaba que algo emocionante vendría mañana. Al día siguiente, la cantante publicó otro vídeo en blanco y negro donde mostraba una gran ilusión por emprender esta gira. En él decía: "Este verano, me embarco en el The De-Tour; de teatro en teatro visitando a alguien de por medio. Mi meta no es el lugar, sino la experiencia. Nuevos lugares, nuevas caras, ¿estás preparado para algo nuevo? Hagamos de este tour, una gran aventura." Seguido de este mensaje, aparecieron las fechas de la gira. Asimismo se dio a conocer que Alex Aiono y New Hope Club serían los actos de apertura de la gira.
El 27 de abril de 2017, salió a la luz que la cantante se presentaría en el festival Show Of The Summer el 13 de agosto en Rosemont y el 19 de agosto en Hersey. Estas fechas las incluyó como conciertos pertenecientes a su gira.
El 28 de abril de 2017 a las 10 de la mañana las entradas en modo de preventa estuvieron disponibles para los miembros de su club de fanes. Ese mismo día también se pusieron a la venta las entradas para los conciertos de Río de Janeiro y Sao Paulo donde Carpenter se presentaría como acto de apertura del Dangerous Woman Tour con Ariana Grande el 29 de junio y el 1 de julio de 2017.
Un día más tarde y a la misma hora, las entradas para el De-Tour estuvieron disponibles para todo el público que quisiera asistir.
El 19 de mayo de 2017, se añadió una fecha más a la gira para el 23 de agosto en Filadelfia.

### The De-Tour en Europa
Se cree que Carpenter podrá traer su nueva gira a el Viejo Continente después de que el 15 de junio de 2017 ella publicara el siguiente mensaje en su cuenta de Twitter: "Echando de menos mi gira en Europa. Espero poder venir de nuevo muy pronto." pero de momento no hay nada confirmado.

## Nueva música en The De-Tour

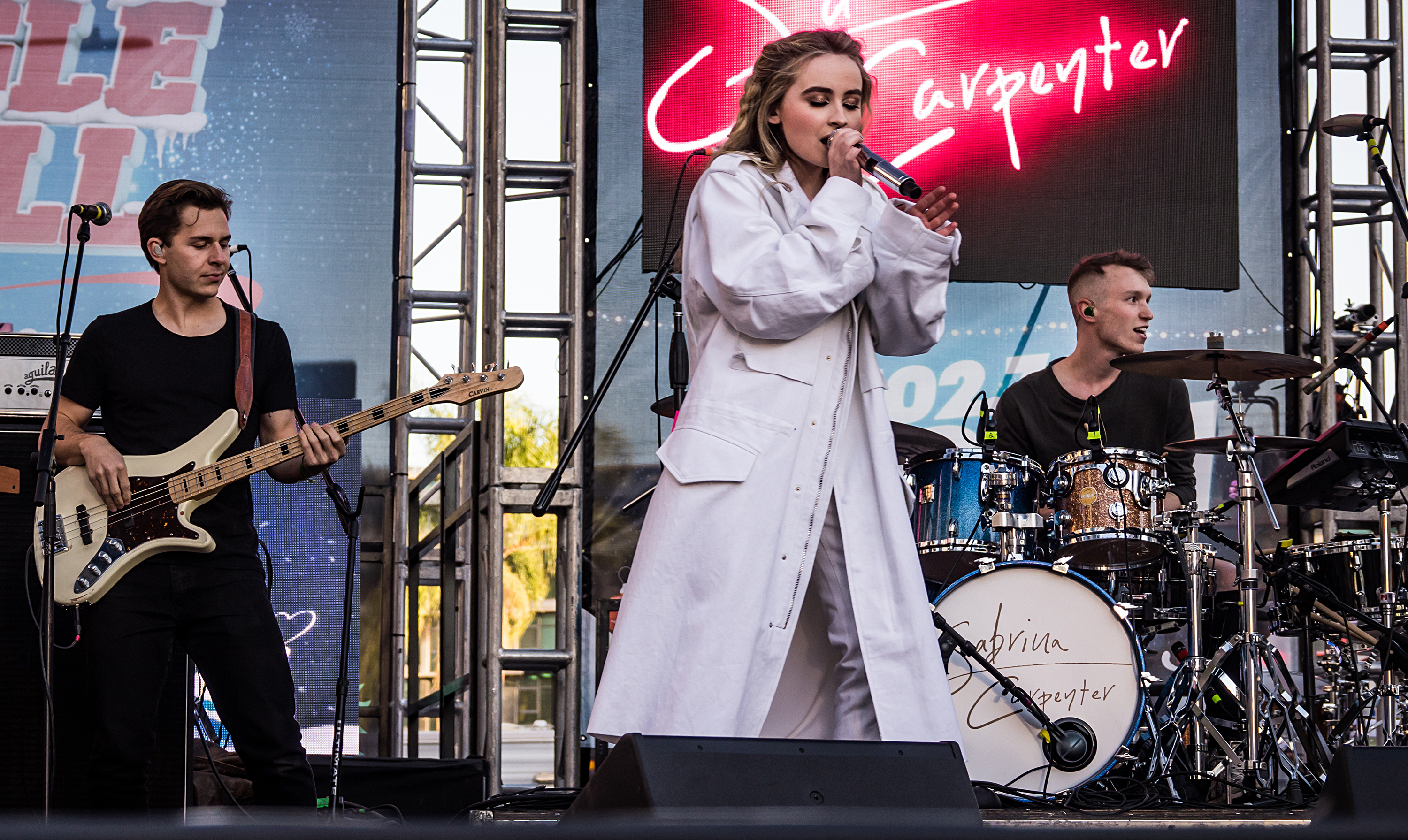
Carpenter durante el Jingle Bell Ball en diciembre de 2016

El 27 de abril de 2017, una fan le preguntó abiertamente a Carpenter si en la gira solo habrían canciones de su segundo álbum de estudio Evolution o si también se podría escuchar nuevo material a lo que la cantante respondió: "Los dos. Piensa en De-Tour como el entremedio entre Evolution y lo que está por venir".
Exactamente dos meses después de publicar ese misterioso mensaje, el 27 de junio de 2017 la cantante subió una fotografía de una postal donde se podía apreciar un pedazo de la portada de un posible nuevo sencillo en la que se veía escrito: "¡Gracias por todo el apoyo! Pública tu foto (comparte esta) para conectar con otros y completar la portada del nuevo sencillo #WHY // 7.7.2017" anunciando que su nuevo sencillo "Why" sería lanzado el próximo 7 de julio de 2017 con altas probabilidades de ser interpretado por primera vez en el primer concierto de la gira cosa que así fue.

## Actos de Apertura

### Primera etapa: Norteamérica
- Alex Aiono -  (6 de julio de 2017 - 26 de agosto de 2017)
- New Hope Club -  (6 de julio de 2017 - 26 de agosto de 2017)

## Lista de Canciones
Countdown (vídeo introductorio)
- Acto 1

1. Feels Like Loneliness
2. Smoke And Fire
3. No Words
4. Hands
5. Run And Hide
6. Space
7. Mirage
8. Thumbs

Interlude (incluye la canción "What A Wonderful World" de Louis Armstrong)
- Acto 2

1. All We Have Is Love
2. Into You (cover de Ariana Grande)
3. Can't Blame a Girl For Trying
4. We'll Be The Stars
5. Eyes Wide Open
6. Shadows
7. Wildside
8. Why
9. On Puropose
10. Alone Together

## Fechas de la Gira
| Fecha                | Ciudad        | País           | Recinto                       | Acto de Apertura         | Asistencia |
| -------------------- | ------------- | -------------- | ----------------------------- | ------------------------ | ---------- |
| 6 de julio de 2017   | Vancouver     | Canadá         | The Vogue Theatre             | Alex Aiono New Hope Club | SOLD OUT   |
| 8 de julio de 2017   | Edmonton      | Canadá         | Vinspear Center               | Alex Aiono New Hope Club | -          |
| 9 de julio de 2017   | Calgary       | Canadá         | Cargary Stampede              | Alex Aiono New Hope Club | -          |
| 11 de julio de 2017  | Seattle       | Estados Unidos | Neptune Theatre               | Alex Aiono New Hope Club | SOLD OUT   |
| 13 de julio de 2017  | Portland      | Estados Unidos | Crystal Ballroom              | Alex Aiono New Hope Club | -          |
| 15 de julio de 2017  | San Francisco | Estados Unidos | Masonic Auditorium            | Alex Aiono New Hope Club | SOLD OUT   |
| 16 de julio de 2017  | Santa Rosa    | Estados Unidos | Luther Burbank Center of Arts | Alex Aiono New Hope Club | -          |
| 18 de julio de 2017  | San Diego     | Estados Unidos | Balboa Theatre                | Alex Aiono New Hope Club | -          |
| 19 de julio de 2017  | Anaheim       | Estados Unidos | House Of Blues                | Alex Aiono New Hope Club | -          |
| 21 de julio de 2017  | Los Ángeles   | Estados Unidos | The Wiltern                   | Alex Aiono New Hope Club | -          |
| 22 de julio de 2017  | Phoneix       | Estados Unidos | Comerica Theatre              | Alex Aiono New Hope Club | -          |
| 24 de julio de 2017  | Denver        | Estados Unidos | Paramount Theatre             | Alex Aiono New Hope Club | -          |
| 26 de julio de 2017  | Dallas        | Estados Unidos | Majestic Theatre              | Alex Aiono New Hope Club | -          |
| 28 de julio de 2017  | Nueva Orleans | Estados Unidos | Saenger Theatre               | Alex Aiono New Hope Club | -          |
| 29 de julio de 2017  | Hot Springs   | Estados Unidos | Magic Springs                 | Alex Aiono New Hope Club | -          |
| 30 de julio de 2017  | Houston       | Estados Unidos | Revention Music Center        | Alex Aiono New Hope Club | -          |
| 2 de agosto de 2017  | Jacksonville  | Estados Unidos | Florida Theatre               | Alex Aiono New Hope Club | -          |
| 4 de agosto de 2017  | Miami         | Estados Unidos | The Fillmore                  | Alex Aiono New Hope Club | -          |
| 5 de agosto de 2017  | Orlando       | Estados Unidos | Walt Disney Theatre           | Alex Aiono New Hope Club | -          |
| 6 de agosto de 2017  | Atlanta       | Estados Unidos | The Tabernacle                | Alex Aiono New Hope Club | -          |
| 8 de agosto de 2017  | Nashville     | Estados Unidos | Ryman Auditorium              | Alex Aiono New Hope Club | -          |
| 9 de agosto de 2017  | Indiannapolis | Estados Unidos | Murat Theatre                 | Alex Aiono New Hope Club | -          |
| 11 de agosto de 2017 | West Allis    | Estados Unidos | Wisconsin State Fair          | Alex Aiono New Hope Club | Festival   |
| 12 de agosto de 2017 | Detroit       | Estados Unidos | The Fillmore                  | Alex Aiono New Hope Club | -          |
| 13 de agosto de 2017 | Rosemont      | Estados Unidos | Rosemont Theatre              | Alex Aiono New Hope Club | Festival   |
| 15 de agosto de 2017 | Hamburg       | Estados Unidos | Erie County Fair              | Alex Aiono New Hope Club | Festival   |
| 16 de agosto de 2017 | Pitsburg      | Estados Unidos | Bynum Theatre                 | Alex Aiono New Hope Club | -          |
| 17 de agosto de 2017 | Cleveland     | Estados Unidos | Connor Palace                 | Alex Aiono New Hope Club | -          |
| 19 de agosto de 2017 | Hersey        | Estados Unidos | Hersey Park Stadium           | Alex Aiono New Hope Club | Festival   |
| 20 de agosto de 2017 | Boston        | Estados Unidos | House Of Blues                | Alex Aiono New Hope Club | -          |
| 22 de agosto de 2017 | Montclair     | Estados Unidos | Wellmont                      | Alex Aiono New Hope Club | -          |
| 23 de agosto de 2017 | Filadelfia    | Estados Unidos | The Fillmore                  | Alex Aiono New Hope Club | -          |
| 25 de agosto de 2017 | Charlotte     | Estados Unidos | Belk Theatre                  | Alex Aiono New Hope Club | -          |
| 26 de agosto de 2017 | Timonium      | Estados Unidos | Maryland State Fair           | Alex Aiono New Hope Club | Festival   |